# Canthochilum tureyra
Canthochilum tureyra là một loài bọ cánh cứng trong họ Bọ hung (Scarabaeidae).